# Rhadinella donaji
Espèce
Rhadinella donaji  est une espèce de serpents de la famille des Dipsadidae.

## Répartition
Cette espèce est endémique de l'État d'Oaxaca au Mexique.

## Étymologie
Cette espèce est nommée en l'honneur de la princesse Donají, la petite-fille du roi Cosijoeza, qui fut décapitée.

## Publication originale
- Campbell, 2015 : A new species of Rhadinella (Serpentes: Colubridae) from the Pacific versant of Oaxaca, Mexico. Zootaxa, no 3918 (3), p. 397–405.